# Phalanger alexandrae
Il cusco di Gebe (Phalanger alexandrae Flannery e Boeadi, 1995) è un marsupiale arboricolo della famiglia dei Falangeridi.

## Descrizione
Considerato in un primo periodo una sottospecie del cusco ornato (P. ornatus), il cusco di Gebe si differenzia dagli altri cuschi per la colorazione rosso brillante delle spalle e per le maggiori dimensioni. Ha una testa arrotondata, piccole orecchie quasi completamente sepolte nel pelo, occhi sporgenti listati di giallo, un muso corto e un naso giallo. È pressappoco della grandezza di un grosso gatto domestico; la sua lunghezza totale è di poco più di un metro, compresa la lunga coda prensile.

## Biologia
La biologia del cusco ornato è poco conosciuta. Essenzialmente arboricolo, ha abitudini solitarie e si nutre quasi esclusivamente di foglie.

## Distribuzione e habitat
Il cusco di Gebe è presente unicamente sulla piccola isola di Gebe (Molucche settentrionali), vasta appena 200 km². Vive nelle foreste pluviali, dal livello del mare fino a 300 m di quota. Diversi esemplari sono stati catturati in prossimità dell'aeroporto dell'isola.

## Conservazione
La specie, oltre ad essere presente unicamente in un'unica località, è minacciata dalla caccia e della distruzione dell'habitat e per questo la IUCN la classifica tra le specie in pericolo (Endangered).